# سپاه ۲۴ (ورماخت)
سپاه ۲۴ (به آلمانی: XXIV Armeekorps) که بعداً به سپاه ۲۴ زرهی (به آلمانی: XXIV Panzerkorps) تغییر عنوان داد، یکی از سپاه‌های نیروی زمینی آلمان در دوره رایش سوم بود که در جریان جنگ جهانی دوم به نبرد پرداخت.

## تاریخچه عملیاتی

### شوروی

#### ۱۹۴۱

##### مینسک و اسمولنسک
در جریان عملیات بارباروسا، تهاجم آلمان به شوروی که از روز ۲۲ ژوئن سال ۱۹۴۱ آغاز شد، سپاه ۲۴ موتوریزه به فرماندهی سپهبد لئو گِیر فن شِوِپنبورگ به عنوان بخشی از گروه زرهی ۲ از گروه ارتش مرکز، در عرض چهار روز خود را به سلوتسک در ۳۰۰ کیلومتری عمق خاک دشمن رساند. این سپاه در حین پیشروی به عنوان سرنیزه زرهی گودریان، از سه طرف در محاصره نیروهای دشمن قرار داشت. روز ۱۹ ژوئیه قرارگاه سپاه مورد حمله ارتش سرخ واقع گردید. سپاه ۲۴ موتوریزه، در قابل طرح انتقال نیروهای زرهی گروه ارتش مرکز به جناحین، روزهای پایانی ماه ژوئن از خط مقدم خارج شد و چند روزی فرصت استراحت و بازیابی یافت. در ادامه گودریان از این سپاه که در ناحیه کریچف مستقر بود، برای ضد حمله و به محاصره درآوردن نیروهای دشمن در ناحیه روسلافل استفاده کرد. سپاه ۲۴ موتوریزه تا روز ۸ اوت آخرین مقاومت عناصر به محاصره‌افتاده دشمن در ناحیه روسلافل را از بین برد که مجموعا به اسارت ۳۸ هزار نفر انجامید. در این حال این سپاه تنها نیمی از تدارکات مورد نیاز جهت ادامه عملیات تهاجمی را دریافت می‌نمود. فقدان شبکه ترابری مناسب سبب طرح ایده دریافت ۲ هزار تن تدارکات از سپاه‌های ۴۶ و ۴۷ موتوریزه در جناح شمالی شد. به هر صورت وجود محدودیت فراوان در ناوگان کامیون‌ها نیز این اقدام را دشوار می‌ساخت. در جریان تهاجم گودریان به سمت جنوب در جانب اوکراین، سپاه ۲۴ موتوریزه نقش نیروی جلودار آن را ایفا نمود.

##### مسکو
در جریان عملیات تایفون، تهاجم پاییزی ورماخت به مسکو، سپاه ۲۴ موتوریزه در قالب ارتش دوم زرهی گودریان، روز ۳ اکتبر شهر اریول در عمق ۲۰۰ کیلومتری خطوط دفاعی دشمن را تصرف نمود. این سپاه از میانه ماه اکتبر آماده‌سازی جهت عبور از رود سوشا در ناحیه متسنسک در شمال اریول را آغاز کرد. لشکر چهارم زرهی سپاه با پشتیبانی هنگ پیاده‌نظام گروس‌دویچلانت می‌بایست در طول جاده اصلی به متسنسک که دشمن به شدت در حال دفاع از آن بود، یورش می‌برد. بدین جهت تمرکز بر لشکر سوم زرهی سپاه نهاده شد تا با گذر این لشکر از رود در شمال متسنسک مواضع دشمن دور زده شود. لشکر سوم زرهی با گردان‌های دارای تنها ۲۰ تا ۲۵ تانک عملیاتی در حقیقت توان اندکی در اختیار داشت. این لشکر تهاجم خود را از شب ۲۲ اکتبر آغاز نمود و تا ساعت ۵:۳۰ بامداد روز بعد به سر پلی در رود دست یافت. با تصاحب سر پل‌های دیگر و احداث پل توسط یگان‌های مهندسی، نیروهای لشکر در مواجهه با مقاومت ضعیف دشمن از رود عبور نمودند. تا روز ۲۵ اکتبر مابقی قوای دشمن عقب رانده شده و راه برای پیشروی سپاه به سمت تولا باز شد. سپاه ۲۴ موتوریزه با هدف نهایی رود کاشیرا و شهر کولومنا در جنوب شرقی مسکو، رو به شمال پیش می‌رفت. این سپاه سعی کرد تولا را به محاصره درآورد اما تا روز ۳ دسامبر تنها توانست خط‌آهن آن به مسکو را قطع کند. با اجرای ضد حمله گسترده ارتش سرخ از روز ۵ دسامبر در ناحیه مسکو، شکاف بزرگی بین این سپاه و سپاه ۴۳ ایجاد شد. با فشار دشمن سپاه در طول جاده تولا-اریول به سمت جنوب غربی عقب نشت.

#### ۱۹۴۲

##### مسکو
روز ۱۵ ژانویه سال ۱۹۴۲، سپاه از طرف ارتشبد رودولف اشمیت، فرمانده جدید ارتش دوم زرهی، مأمور به نجات نیروهای به محاصره افتاده ورماخت در ناحیه سوخینیچی شد. این یگان موفق شد تا روز ۲۴ ژانویه دالانی ۵۰ کیلومتری به ناحیه تحت محاصره باز کند.

#### ۱۹۴۳

##### کورسک
سپاه ۲۴ زرهی به فرماندهی سپهبد والتر نرینگ در جریان نبرد کورسک، با در اختیار داشتن دو لشکر ویکینگ اس‌اس و بیست‌وسوم زرهی، در میانه ماه ژوئیه سال ۱۹۴۳ در جایگاه ذخیره انبر جنوبی عملیات سیتادل پشت سر ارتش یکم زرهی قرار داشت.